# Abbinaholalu, Tarikere
Abbinaholalu là một làng thuộc tehsil Tarikere, huyện Chikmagalur, bang Karnataka, Ấn Độ.